# Incendios forestales en Chile de 2021
Los Incendios forestales de Chile de 2021 son una serie de incendios ocurridos a partir de diciembre de 2021, entre las regiones de Valparaíso y Los Lagos de Chile.

## Antecedentes
Chile ya había sido afectado anteriormente por los incendios de Biobío 2012, Chile 2017 y Chile 2019. 
El día 24 de diciembre de 2021 fue declarada alerta preventiva de incendios forestales por parte de las oficinas regionales de la Corporación Nacional Forestal (Conaf) y Oficina Nacional de Emergencia del Ministerio del Interior (Onemi), además de la emisión de una alerta de la Dirección Meteorológica de Chile, producto de las altas temperaturas y la presencia de vientos superiores a 20 km/h en la Región de Ñuble.

## Desarrollo

### Región de O'Higgins
El primer incendio ocurrió el 24 de diciembre en el kilómetro 17 de la Carretera del Ácido, en el límite de las comunas de Machalí y Requínoa, de la Región de O'Higgins, afectando a 380 hectáreas y una vivienda. Más tarde, se da a conocer un segundo incendio forestal en el sector de Villa Las Lomas de Mostazal.

### Región de Ñuble
En la comuna de Quillón el fuego se inició al día siguiente de la declaración de alerta por parte de las autoridades, consumiendo más de trescientas hectáreas en los sectores de El Rosario y Bodeuca. Inmediatamente, el combate del siniestro contó con la presencia de dieciséis aeronaves de distinto tipo. Al día siguiente, las hectáreas consumidas por el fuego ascendieron a 1.200, afectando atres viviendas y obligando la evacuación de los sectores de La Esmeralda, Vega del Sauzal, El Olivar y Santa Ana de Baúl. El municipio, por su parte, habilitó una escuela para el refugio de los damnificados.
Para el día 27 de diciembre, la Onemi llamó a evacuar la localidad de Coyanco, cual se encuentra cercana a la ciudad de Quillón, asimismo, los equipos de emergencia añadieron un avión Hércules C-130, con el fin de extinguir las llamas. Al día siguiente, el ministro del interior, Rodrigo Delgado, afirmó que el incendio ya estaba contenido y que la cantidad de hectáreas quemadas había ascendido a 2.100, afectando a seis viviendas.

### Región de La Araucanía
El día 24 de diciembre de 2021, en las comunas de Los Sauces y Angol, ocurre un incendio forestal que afecta a plantaciones de eucalipto y pinos, afectando a más de 2.000 hectáreas en el primer día, cuales al día siguiente fueron incrementadas a 3.000, y una extensión de 16 kilómetros. Ante esto, la Onemi solicitó la evacuación de los sectores Tronicura de Los Sauces y Colonia Manuel Rodríguez, Alboyanco y La Estrella de Angol. Posteriormente se dio a conocer un segundo incendio ocurrido en la comuna de Ercilla, en los sectores de Recreo y San Ramón.
Para el día 27 de diciembre el fuego había arrasado un total de 12.300 hectáreas, siendo catalogado por Conaf como el incendio más grande en afectar la Región de la Araucanía en el mes de diciembre desde que comenzaron los registros en 1984.

### Región de Los Lagos
En el sector La Vara de Puerto Montt, ocurrió un incendio el día 25 de diciembre de 2021 que obligó la evacuación del lugar, producto a la cercanía de las llamas a las viviendas.